# Phaeosolenia platensis
Phaeosolenia platensis är en svampart som beskrevs av Speg. 1902. Phaeosolenia platensis ingår i släktet Phaeosolenia och familjen Inocybaceae.   Inga underarter finns listade i Catalogue of Life.